# 101-й стрелковый корпус
101-й стрелковый Львовский ордена Ленина Краснознаменный ордена Суворова корпус — общевойсковое тактическое соединение (стрелковый корпус) РККА во время Великой Отечественной войны.

## История
Корпус входил в состав Приволжского военного округа (сентябрь, октябрь 1943 года). В своём составе подчинённых воинских частей и личного состава не имел, только управление корпуса.
В ноябре, декабре 1943 года, также не имея личного состава, кроме управления, числился в составе 70-й армии, входившей, в свою очередь, в Резерв Верховного Главнокомандования.
В январе 1944 года началась боевая работа корпуса.

## Состав корпуса
- 14-я (октябрь 1944 года) и 70-я (февраль — август, октябрь, декабрь 1944, январь — май 1945 годов) гвардейские,
- 81-я (ноябрь, декабрь 1944 года),
- 121-я (май 1944 года),
- 127-я (октябрь 1944 года),
- 140-я (август, сентябрь 1944, январь-май 1945 годов),
- 147-я (февраль 1945 года),
- 161-я (январь 1943 года),
- 183-я (август 1944 — май 1945 годов),
- 211-я (март — сентябрь, декабрь 1944 года),
- 221-я (апрель 1944 года),
- 226-я (май 1945 года),
- 241-я(февраль, март, сентябрь 1944 года),

и 305-я (июнь, июль 1944, февраль 1945 годов) стрелковые дивизии,
- 947-й отдельный батальон связи (10.12.1943 — 11.05.1945),
- 453-я полевая авторемонтная база (01.06.1944 — 11.05.1945),
- 2891-я военно-почтовая станция (10.12.1943 — 11.05.1945).

## В составе
- 70-й армии
- 18-й армии 1-го Украинского (январь 1944 года)
- 38-й армии вначале 1-го Украинского (февраль — ноябрь 1944 года), а затем — 4-го Украинского (с декабря 1944 года до конца войны) фронтов.

Корпус имел следующие знаки отличия:

## Почётные наименования
- Львовский. Почётное наименование присвоено корпусу приказом Верховного Главнокомандующего от 10 августа 1944 года № 0256.

## Государственные награды
- Орден Суворова II степени — за образцовое выполнение заданий командования в боях при прорыве обороны немцев и овладении городами Ясло и Горлице и проявленные при этом доблесть и мужество (Указ Президиума Верховного Совета СССР «О награждении орденами соединений и частей Красной Армии» от 19 февраля 1945 года).
- Орден Красного Знамени — за образцовое выполнение заданий командования в боях с немецкими захватчиками при овладении городом Опава и проявленные при этом доблесть и мужество (Указ Президиума Верховного Совета СССР «О награждении орденами соединений и частей Красной Армии» от 28 мая 1945 года).
- Орден Ленина — за образцовое выполнение заданий командования в боях с немецкими захватчиками при овладении городами Моравская Острава, Жилина и проявленные при этом доблесть и мужество (Указ Президиума Верховного Совета СССР «О награждении орденами соединений и частей Красной Армии» от 28 мая 1945 года).

## Корпусом командовали
Генерал-лейтенанты:
- Василий Степанович Голубовский (20.12.1943 — 27.05.1944)
- Андрей Леонтьевич Бондарев (28.05.1944 — 11.05.1945).